# Due irresistibili brontoloni
Due irresistibili brontoloni (Grumpy Old Men) è un film commedia romantica, prodotta dalla Warner Bros., con protagonisti Jack Lemmon e Walter Matthau.
Diretto da Donald Petrie, è sceneggiato da Mark Stephen Johnson, che ha scritto anche il seguito, That's Amore - Due improbabili seduttori, del 1995. Le musiche sono firmate da Alan Silvestri.

## Trama
John Gustafson, ex insegnante in pensione, e Max Goldman, ex riparatore di televisori, entrambi vedovi, vivono da soli nelle rispettive case, una di fianco all'altra, nel piccolo e freddo paese di Wabasha, nel Minnesota. Le loro vite da pensionati si svolgono tranquille, tra futili liti quotidiane e lunghe giornate intere di pesca sul vicino lago ghiacciato. Un giorno si trasferisce nella casa di fronte alla loro una graziosa ed eccentrica insegnante universitaria di mezza età, Ariel. I due rivali spiano dalle finestre di casa le bizzarre attività della nuova vicina, tra cui fare la sauna e uscire in costume da bagno in giardino a rotolarsi nella neve o scorrazzare a tutta velocità per le vie del paese con una motoslitta alle due di notte.
Ariel si approccia prima con Chuck, anziano proprietario di una piccola drogheria nei pressi del lago, e poi ai due con la scusa della posta recapitata per sbaglio a lei, prima avvicinando John e poi Max. Tra i due riscoppia una acerrima rivalità per conquistare il cuore della donna. Tuttavia lei appare molto più legata a John, con cui trascorre una notte d'amore, mentre giudica di amicizia il rapporto con Max.
In contemporanea gli scontri fra i due si spostano sul lago ghiacciato dove i due vanno quasi quotidianamente per pescare dalle rispettive baracche. Un giorno Max, furioso con John per avergli spaccato una canna da pesca portafortuna, usa la propria macchina per sradicare la baracca di John, con lui dentro, e trascinarla sul ghiaccio sottile, dove si inabissa. John riesce a salvarsi buttandosi fuori dalla baracca in tempo.
Nel frattempo John, in pessime condizioni economiche, e a cui il fisco sta per confiscare la casa, cerca di troncare la relazione con Ariel, dopo essersi reso conto di non poterla mantenere in prospettiva di una futura vita insieme.
Vigilia di Natale. Inaspettatamente a casa di John arrivano la figlia Melanie e la nipotina, accompagnate dal marito, da cui la giovane donna si sta separando. Ciò provoca una grande rabbia in John che non si aspettava un ritorno dell'ex genero. Per sfogarsi esce di casa di sera e va allo Slippery bar. Il figlio di Max si reca da Melanie per lo scambio di auguri e si accorge della presenza del marito. Ritorna dal padre e gli racconta del motivo dello sfogo di John, consigliando di andare a calmare il rivale al bar.
Max, titubante, va controvoglia sotto una fitta nevicata e si incontra con John. I due bevono una birra e cercano di chiarirsi. Il tutto però si risolve con la solita scenata, dopo la quale John alza i tacchi e decide di ritornare a casa. Tuttavia durante il cammino accusa un malore e cade per terra, colpito da un infarto. Pochi istanti dopo sopraggiunge Max, che nota l'amico a terra semi-incosciente e corre a cercare aiuto. John è molto grave, trascorre parecchio tempo in ospedale ma riesce lentamente a ristabilirsi. Nel frattempo Max, che sembra riuscito ad affezionarsi al debole John, riesce a evitare il sequestro della sua casa, grazie soprattutto all'intervento del figlio, diventato nel frattempo sindaco del paese.
John e Ariel possono quindi sposarsi e vivere insieme, felici.

## Curiosità
- La situazione portante del film, i continui esilaranti battibecchi tra due vecchi amici-nemici, peraltro attaccati l'uno all'altro tanto da aiutarsi vicendevolmente nel bisogno, pur senza smettere le schermaglie, è ripresa dalla commedia La strana coppia (1965), di Neil Simon, in cui uno dei due protagonisti è interpretato da Walter Matthau, che sarà affiancato da Jack Lemmon nella trasposizione cinematografica e quindi ne ripropone il binomio di attori.
- Durante le riprese del film, a 20-25 °C sottozero, Walter Matthau fu ricoverato in ospedale per una doppia polmonite.
- Per il film si era pensato di affidare i ruoli di Max e John a Dean Martin e Jerry Lewis, ma non se ne fece nulla a causa delle gravi condizioni di salute di Martin.
- Walter Matthau e Ann-Margret avevano già recitato insieme nella commedia del 1982 Quel giardino di aranci fatti in casa di Herbert Ross.
- La cittadina di Wabasha, in cui si svolge il film, esiste realmente. È un piccolo paesino di circa 2 000 abitanti del freddo stato del Minnesota.